# Give a Glimpse of What Yer Not
Albums de Dinosaur Jr.
I Bet on Sky
(2012) Sweep It Into Space
(2021)
Singles
1. Tiny
Sortie : 2016
2. Goin Down
Sortie : 2016

Give a Glimpse of What Yer Not est le onzième album studio du groupe américain Dinosaur Jr., publié en août 2016.
Avec cet enregistrement, le trio originel (J Mascis, Lou Barlow, Murph) surpasse le nombre d'albums qu’il avait publiés entre 1984 et 1989.

## Contexte
Après la sortie de l'album I Bet on Sky, en 2012, J Mascis et Lou Barlow publient chacun un album solo (Tied to a Star pour Mascis en 2014, Brace the Wave pour Barlow en 2015).
Barlow réactive également son groupe Sebadoh, avec lequel il publie un album en 2013.
L'écriture et l'enregistrement de Give a Glimpse of What Yer Not débutent en 2015, au studio Bisquiteen. Ce dernier est situé au domicile de J Mascis, à Amherst, dans L'État du Massachusetts.
L'annonce de la sortie de l'album est faite le 24 mai 2016. Le même jour, le groupe en interprète deux extraits, Tiny et Goin Down, sur le plateau de l'émission britannique Later... with Jools Holland.

## L’album
Give a Glimpse of What Yer Not paraît le 5 août 2016, sur le label Jagjaguwar. Sa sortie est accompagnée d'une tournée mondiale d'environ quatre-vingt dates, partagées avec notamment Jane’s Addiction et Living Colour.
Il obtient un bon accueil critique, avec un score moyen de 80/100, sur la base de 32 critiques collectées, sur le site agrégateur de critiques Metacritic.
Lou Barlow signe deux compositions, comme sur chaque album du groupe depuis Beyond en 2007.

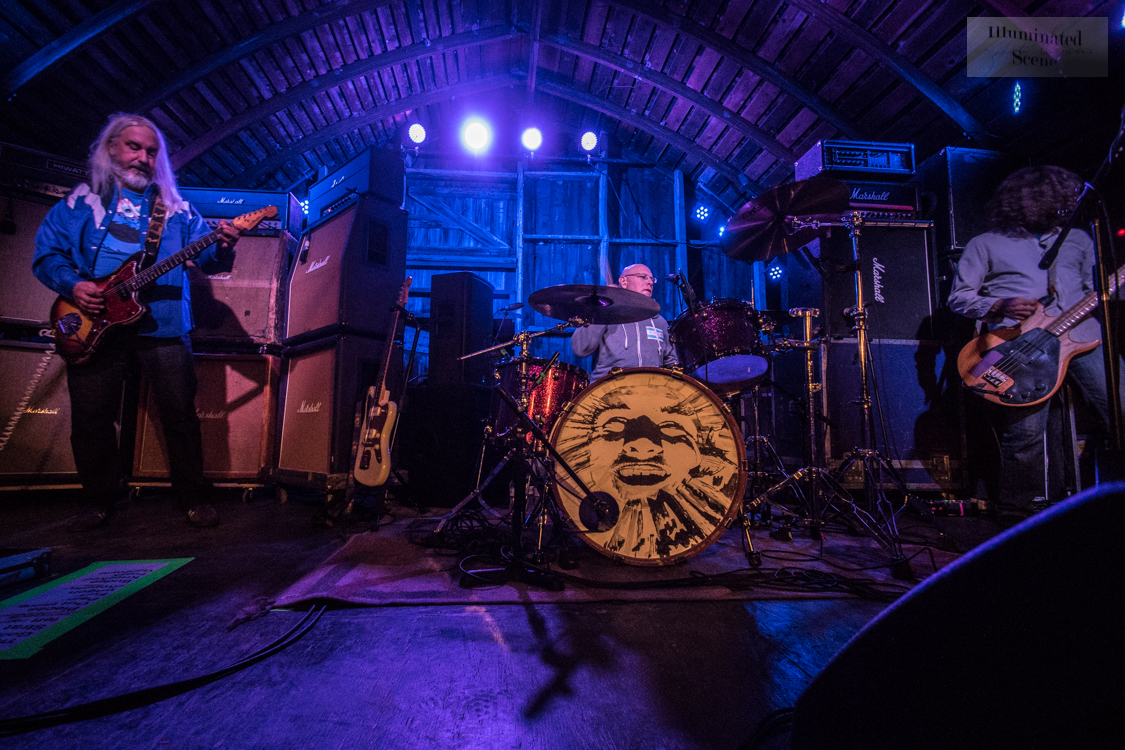
Dinosaur Jr. en concert lors de la tournée de Give a Glimpse of What Yer Not, à Maquoketa, octobre 2017

## Liste des titres
Toutes les chansons sont de J Mascis, sauf Love Is... et Left/Right qui sont de Lou Barlow.
| No  | Titre            | Durée |
| --- | ---------------- | ----- |
| 1.  | Goin Down        | 4:03  |
| 2.  | Tiny             | 3:12  |
| 3.  | Be a Part        | 4:38  |
| 4.  | I Told Everyone  | 3:40  |
| 5.  | Love Is...       | 3:40  |
| 6.  | Good to Know     | 3:28  |
| 7.  | I Walk for Miles | 5:35  |
| 8.  | Lost All Day     | 5:06  |
| 9.  | Knocked Around   | 4:46  |
| 10. | Mirror           | 4:17  |
| 11. | Left/Right       | 3:52  |

La version japonaise contient deux titres inédits supplémentaires, dont  Center Of The Universe, chanté par Barlow, et que le groupe interprétait lors de concerts au cours des années 1980.
| No  | Titre                  | Durée |
| --- | ---------------------- | ----- |
| 12. | Two Things             |       |
| 13. | Center Of The Universe |       |

## Interprètes
- J Mascis - guitare électrique, chant
- Lou Barlow - basse, chant
- Murph - batterie

## Équipe de production
- J Mascis - producteur
- Justin Pizzoferrato, Marc Seedorf, Mark Miller – ingénieur du son
- John Agnello - mixage audio
- Greg Calbi – mastering

## Vidéos promotionnelles
- 2016 : Tiny
- 2016 : Goin Down